# Görögország az 1998. évi téli olimpiai játékokon
Görögország a japán Naganóban megrendezett 1998. évi téli olimpiai játékok egyik részt vevő nemzete volt. Az országot az olimpián 6 sportágban 13 sportoló képviselte, akik érmet nem szereztek.

## Alpesisí
Férfi
| Versenyző               | Versenyszám | 1. futam      | 1. futam      | 2. futam | 2. futam | Összesítés | Összesítés |
| Versenyző               | Versenyszám | Idő           | Hely.         | Idő      | Hely.    | Idő        | Helyezés   |
| ----------------------- | ----------- | ------------- | ------------- | -------- | -------- | ---------- | ---------- |
| Vaszíliosz Dimitriádisz | Műlesiklás  | nem ért célba | nem ért célba | kiesett  | kiesett  | kiesett    | kiesett    |

Női
| Versenyző         | Versenyszám      | 1. futam | 1. futam | 2. futam | 2. futam | Összesítés | Összesítés |
| Versenyző         | Versenyszám      | Idő      | Hely.    | Idő      | Hely.    | Idő        | Helyezés   |
| ----------------- | ---------------- | -------- | -------- | -------- | -------- | ---------- | ---------- |
| Szofía Misztrioti | Óriás-műlesiklás | 1:39,76  | 36.      | 1:52,44  | 34.      | 3:32,20    | 34.        |

## Biatlon
Férfi
| Versenyző                          | Versenyszám  | Lövőhiba    | Időeredmény | Helyezés |
| ---------------------------------- | ------------ | ----------- | ----------- | -------- |
| Athanásziosz „Thanászisz” Cakírisz | 10 km sprint | 2 (1+1)     | 31:14,6     | 58.      |
| Athanásziosz „Thanászisz” Cakírisz | 20 km egyéni | 5 (2+1+1+1) | 1:06:38,8   | 65.      |

## Bob
| Versenyző                                                                             | Versenyszám | 1. futam | 1. futam | 2. futam | 2. futam | 3. futam | 3. futam | 4. futam | 4. futam | Összesítés | Összesítés |
| Versenyző                                                                             | Versenyszám | Idő      | Hely.    | Idő      | Hely.    | Idő      | Hely.    | Idő      | Hely.    | Idő        | Helyezés   |
| ------------------------------------------------------------------------------------- | ----------- | -------- | -------- | -------- | -------- | -------- | -------- | -------- | -------- | ---------- | ---------- |
| Greg Sebald John-Andrew Kambanis                                                      | Kettes      | 56,62    | 31.      | 57,13    | 36.      | 56,45    | 31.      | 56,37    | 31.      | 3:46,57    | 30.        |
| Greg Sebald Anasztásziosz Papakonsztandinu Panajótisz Koloturosz John-Andrew Kambanis | Négyes      | 55,94    | 31.      | 56,18    | 32.      | 56,14    | 31.      |          |          | 2:48,26    | 31.        |

## Sífutás
Férfi
| Versenyző                         | Versenyszám | Eredmény | Helyezés |
| --------------------------------- | ----------- | -------- | -------- |
| Elefthériosz „Leftérisz” Fáfalisz | 10 km       | 34:13,7  | 86.      |

Női
| Versenyző            | Versenyszám | Eredmény | Helyezés |
| -------------------- | ----------- | -------- | -------- |
| Katerína Anasztaszíu | 5 km        | 23:15,8  | 79.      |

## Szánkó
| Versenyző       | Versenyszám | 1. futam | 1. futam | 2. futam | 2. futam | 3. futam | 3. futam | 4. futam | 4. futam | Összesítés | Összesítés |
| Versenyző       | Versenyszám | Idő      | Hely.    | Idő      | Hely.    | Idő      | Hely.    | Idő      | Hely.    | Idő        | Helyezés   |
| --------------- | ----------- | -------- | -------- | -------- | -------- | -------- | -------- | -------- | -------- | ---------- | ---------- |
| Szpírosz Pinasz | Férfi egyes | 51,628   | 28.      | 51,123   | 24.      | 51,335   | 22.      | 51,294   | 23.      | 3:25,380   | 24.        |

## Snowboard
Giant slalom
| Versenyző              | Versenyszám | 1. futam      | 1. futam      | 2. futam      | 2. futam      | Összesítés | Összesítés |
| Versenyző              | Versenyszám | Idő           | Hely.         | Idő           | Hely.         | Idő        | Helyezés   |
| ---------------------- | ----------- | ------------- | ------------- | ------------- | ------------- | ---------- | ---------- |
| Markosz Hadzikiriákisz | Férfi       | 1:06,40       | 26.           | nem ért célba | nem ért célba | kiesett    | kiesett    |
| Szterjosz Páposz       | Férfi       | nem ért célba | nem ért célba | kiesett       | kiesett       | kiesett    | kiesett    |
| Marúsza Pápu           | Női         | 1:33,55       | 24.           | 1:22,98       | 21.           | 2:56,53    | 21.        |